# Indice de Hoover
Pour les articles homonymes, voir Hoover.
L’indice de Hoover est le plus simple de tous les indices de mesure d'inégalités de revenu.
Il est égal à la portion du revenu de la population totale qui devrait être redistribuée pour atteindre l’égalité parfaite de revenu dans toute la population. C'est la portion qui doit être prise à la partie la plus riche de la population (revenu supérieur à la moyenne)  et donnée à la partie la plus pauvre (revenus inférieurs à la moyenne) pour qu'il y ait une égalité parfaite (chacun a pour revenu, le revenu moyen).
Il peut être représenté graphiquement comme la plus longue distance verticale entre la courbe de Lorenz, ou le pourcentage cumulatif du revenu total détenu en dessous d'un certain revenu percentile, et la droite à 45 degrés représentant une égalité parfaite.
L'indice de Hoover est généralement utilisé dans les applications liées aux classes socio-économiques et la santé. Il est conceptuellement le plus simple indice de l'inégalité utilisé en économétrie.
Mais cet indice ne mesure pas les inégalités au sein des parties les plus riches ou les plus pauvres d'une population. C'est pourquoi on peut lui préférer le coefficient de Gini, qui est basé sur la courbe de Lorenz, et qui permet de mesurer le niveau d'inégalité pour une variable et sur une population donnée. Il varie entre 0 (égalité parfaite) et 1 (inégalité extrême). Entre 0 et 1, l'inégalité est d'autant plus forte que l'indice de Gini est élevé.

## Formule
Formule pour l'indice de Hoover {\displaystyle \displaystyle {}H} :
- {\displaystyle N} : nombre des quantiles,
- {\displaystyle E_{i}} : ressources pour le quantile i,
- {\displaystyle A_{i}} : effectif dans le quantile i,
- {\displaystyle E_{\mathrm {total} }} : ressources pour tous les quantiles dans une société (une nation, etc.),
- {\displaystyle A_{\mathrm {total} }} : effectif de la société (de la nation, etc.).

{\displaystyle H={\frac {1}{2}}\sum _{i=1}^{N}\color {Blue}\left|\color {Black}{\frac {E_{i}}{E_{\text{total}}}}-{\frac {A_{i}}{A_{\text{total}}}}\color {Blue}\right|\color {Black}}

## Littérature
- (en) Hoover, Edgar Malone jr.: The Measurement of Industrial Localization, Review of Economics and Statistics, 1936, Vol. 18, No. 162-171
- (en) Hoover, Edgar Malone jr.: An Introduction to Regional Economics, 1984,  (ISBN 0075544407)